# 永遠の仔
『永遠の仔』（えいえんのこ）は、天童荒太の書き下ろし長編ミステリー小説、およびそれを原作としたテレビドラマ。
児童虐待などの家庭的な問題から児童養護施設で育った3人の主人公が、弁護士、警察官、看護師となって再会し、それぞれが過去の虐待によるトラウマに悩まされ、苦しみながら、徐々に助け合いながら生きていこうとする、現代の日本の親子関係の暗部をモチーフにした作品である。
1999年3月に幻冬舎より上・下巻が出版される。同年4月、TBS系列『王様のブランチ』内のおすすめの本を紹介するコーナーで編集者の松田哲夫が本作を紹介すると、売り上げが飛躍的に急増し、130万部を超えるベストセラーとなり、第121回直木三十五賞にノミネートされたが、好意的な評を寄せたのは五木寛之のみで、他の選考委員には総じて不評で、受賞には至らなかった。2000年には第53回日本推理作家協会賞を受賞、また同年の『このミステリーがすごい!』で国内部門1位に選ばれた。2004年10月に文庫化された（全5巻）。

## あらすじ
3人の主人公は、子供の頃あらゆる児童虐待を受けてきた。久坂優希は父親から性的虐待を、長瀬笙一郎（モウル）は男遊びがさかんな母からネグレクトを、有沢梁平（ジラフ）は母からたばこを体におしつけられる身体的虐待を受け、その恐怖から恐怖症を患ってしまう。3人は1979年(ドラマ版では1981年)に瀬戸内海の小島にある精神科病棟で出会い、院内学級で小学校時代を過ごすも、3人の決断によりある事件が起こる。優希の父親が滑落死したことで3人は離散するが、18年後の1997年(ドラマでは1999年)、社会人として過ごしていた3人は川崎市内で運命的に再会することになる。そして再会によってまた事件が起きてゆく……。

## テレビドラマ
2000年4月10日から6月26日まで、「よみうりテレビ制作月曜10時枠連続ドラマ」（日本テレビ系）で全12話を放送。放送時間は22時 - 22時54分（JST）。制作はよみうりテレビで、平均視聴率は11.8%。主演の中谷美紀と渡部篤郎の2人は『ケイゾク』に続いての共演で話題となった。1話より各主人公のトラウマを演出するため、ジラフと奈緒子の過激なベッドシーンや、少女時代の優希がフルヌードを露わにする、少年時代のモウルとジラフが下着姿で走り回るなど体当たり的な演技が垣間見られる。第18回全日本テレビ製作者連盟ドラマ部門年間最優秀賞受賞作。

### キャスト
- 久坂優希：中谷美紀、邑野未亜（12歳時）
- 長瀬笙一郎（モウル）：渡部篤郎、勝地涼（12歳時）
- 有沢梁平（ジラフ）：椎名桔平、浅利陽介（12歳時）
- 早川奈緒子（梁平の同棲相手）：石田ゆり子
- 久坂雄作（優希の父）：古尾谷雅人
- 久坂志穂（優希の母）：永島暎子
- 久坂聡志（優希の弟）：井澤健、三觜要介（幼少期）
- 真木広美：黒谷友香
- 長瀬まり子（笙一郎の母）：藤真利子
- 有沢紀久子：筒井真理子
- 有沢修三：黒沼弘己
- 有沢弓子：鷲尾真知子
- 岸川育雄：渡辺哲
- 岸川夫人：草村礼子
- 伊島宗介（神奈川県警本部捜査一課主任 警部補）：塩見三省
- 土橋（双海小児総合病院精神科 医師）：森本レオ
- 向井照子（優希の同僚の看護師）：片桐はいり
- 内田（看護婦長）：あき竹城
- 西谷（入院患者）：横山あきお

### スタッフ
- 脚本：中島丈博
- 演出：鶴橋康夫、花堂純次、白川士
- プロデューサー：今村紀彦、辻井孝夫
- チーフプロデューサー：池田典正
- 音楽：半野喜弘
- 製作プロダクション：東北新社クリエイツ

### 主題歌
- メインテーマ：坂本龍一「LOST CHILD」
- エンディングテーマ：イクシード「I will...」
- 挿入歌：中谷美紀「こわれたこころ」

### 受賞歴
- 第25回ザテレビジョンドラマアカデミー賞[2]
  - 劇中音楽賞（半野喜弘）

### サブタイトル
| 各話                                                      | 放送日        | サブタイトル                                  | 演出     | 視聴率 | 備考         |
| --------------------------------------------------------- | ------------- | --------------------------------------------- | -------- | ------ | ------------ |
| 第一話                                                    | 2000年4月10日 | 生きてていいんだよ                            | 鶴橋康夫 | 17.1%  | 初回84分拡大 |
| 第二話                                                    | 2000年4月17日 | 人は救いを求めて、罪を重ねる                  | 鶴橋康夫 | 12.4%  | -            |
| 第三話                                                    | 2000年4月24日 | 17年前封印された家族の秘密が                  | 花堂純次 | 12.3%  | -            |
| 第四話                                                    | 2000年5月1日  | 第二の殺人 父の死に隠された真実               | 花堂純次 | 11.6%  | -            |
| 第五話                                                    | 2000年5月8日  | 愛する資格アイツが殺したんだ                  | 花堂純次 | 9.7%   | -            |
| 第六話                                                    | 2000年5月15日 | 弟が放火!!父の罪と母の死…家族が崩壊する       | 白川士   | 13.6%  | -            |
| 第七話                                                    | 2000年5月22日 | 父娘の秘密を告白!!私のすべてを抱きしめて      | 白川士   | 9.6%   | -            |
| 第八話                                                    | 2000年5月29日 | 弟が事故死母の遺書にのこされた涙の真実！      | 花堂純次 | 10.6%  | -            |
| 第九話                                                    | 2000年6月5日  | 女の殺意！許されぬ愛…父親殺しの真犯人は       | 花堂純次 | 10.8%  | -            |
| 第十話                                                    | 2000年6月12日 | 幸福な時間救いなき愛の果てに…哀しい告白       | 白川士   | 11.3%  | -            |
| 第十一話                                                  | 2000年6月19日 | 絶望の果て結ばれる二人…真犯人涙の告白!!       | 花堂純次 | 11.9%  | -            |
| 最終話                                                    | 2000年6月26日 | 生きてていいんだよ…旅立ちへ私たちの最後の救い | 花堂純次 | 11.1%  | -            |
| 平均視聴率11.8%（視聴率は関東地区・ビデオリサーチ社調べ） |               |                                               |          |        |              |

## 関連商品
- 永遠の仔 DVD-BOX(バップ)2004年8月25日発売
- 永遠の仔 Vol.1 - Vol.5 2000年9月21日発売 VHSの単品商品。